# 존 매클릴런드
존 매클릴런드(영어: John McClelland, 1955년 12월 7일, 벨파스트 ~)는 전직 북아일랜드 국가대표 축구 선수로, 23년 동안 여러 구단을 전전했다. 그는 현역 시절 수비수로 활약했으며, 리즈 유나이티드의 엘런드 로드에서 자신의 전성기를 보냈다.

## 클럽 경력
매클릴런드는 포터다운, 카디프 시티, 뱅고어 시티(그는 카디프와 뱅고어에서 모두 웰시컵 준우승을 거두었다), 맨스필드 타운을 거쳐 1981년 6월에 £90,000의 이적료로 레인저스에 입성했다. 그는 이 구단 소속으로 스코티시 리그컵을 2번 우승했고, 스코티시컵을 2번 준우승했다.
1984년 11월, 왓퍼드가 £225,000에 그를 영입했다. 그는 바이커리지 로드에서 5년을 머무르며 왓퍼드 올해의 선수로 2번 지명되었다. 그는 이후 리즈 유나이티드로 이적해 18경기를 출전했고, 1991-92 시즌에 풋볼 리그 1부 우승을 거두었는데, 이 시즌은 프리미어리그 출번 전 마지막 시즌이었다. 리즈 시절 그는 전 소속 왓퍼드와 노츠 카운티로 임대되기도 했다.
그는 말년을 세인트 존스톤에서 선수 겸 감독으로 보냈고, 아이리시 리그의 캐릭 레인저스를 잠깐 거쳐 아브로스, 위컴 원더러스, 요빌 타운, 그리고 달링턴을 전전했다. 은퇴할 당시, 그는 영국의 4개 지역 구단들과 잉글랜드의 모든 프로 리그에서 활약했다.

## 국가대표팀 경력
국가대항전에서, 매클리런드는 큰 성공을 거두었다. 그는 1982년과 1986년에 북아일랜드 국가대표팀 일원으로 월드컵에 참가했다. 그는 53번의 국가대표팀 경기에 출전해 튀르키예를 상대로 1차례 결승골을 기록했다. 그는 1986년 월드컵 종료 후부터 1990년에 은퇴하기 전까지 국가대표팀 주장도 역임했다.

### 국가대표팀 득점 목록
아래의 점수에서 왼쪽의 점수가 북아일랜드의 점수이다. 
| # | 날짜            | 경기장               | 상대     | 점수 | 결과 | 대회             |
| - | --------------- | -------------------- | -------- | ---- | ---- | ---------------- |
| 1 | 1983년 3월 30일 | 북아일랜드, 벨파스트 | 튀르키예 | 2–0  | 2–1  | 유로 1984 예선전 |

## 은퇴 후
그는 1990년대 초에 세인트 존스톤의 선수 겸 감독을 맡았다. 은퇴한 지 얼마 지난 후, 매클릴런드는 리즈 유나이티드에서 엘런드 로드의 큐레이터로 활동했다. 그는 현재 웨이크필드 지역의 우체부로 활동하고 있다.

## 수상

### 선수
리즈 유나이티드
- 잉글랜드 1부 리그: 1991–92

### 감독
세인트 존스턴
- 포퍼셔컵 : 1992-93

## 참고 문헌
- Jones, Trefor (1996). 《The Watford Football Club Illustrated Who's Who》. 153쪽. ISBN 0-9527458-0-1.